# Nanotecnología vírica
La nanotecnología vírica es el uso de virus como fuente de nanopartículas con fines biomédicos. Los virus están formados por un genoma y una cápside; algunos virus están envueltos. La mayoría de las cápsides de los virus miden entre 20 y 500 nanómetros (nm) de diámetro. Debido a sus dimensiones nanométricas, los virus se han considerado «nanopartículas naturales» . Las nanopartículas de virus han sido objeto de las disciplinas de la nanociencia y la nanoingeniería. Los virus pueden considerarse «nanopartículas prefabricadas». Se han estudiado muchos virus diferentes para diversas aplicaciones en nanotecnología: por ejemplo, se están desarrollando virus de mamíferos como vectores para la administración de genes, y se han utilizado bacteriófagos y virus de plantas en aplicaciones de administración de fármacos e imagen, así como en vacunas e intervención inmunoterapéutica.

## Visión general
La nanotecnología vírica es una de las disciplinas más prometedoras y emergentes de la nanotecnología. La nanotecnología vírica, un campo muy interdisciplinar, ocupa la interfaz entre la virología, la biotecnología, la química y la ciencia de los materiales. En este campo se emplean nanopartículas víricas (VNP) y sus homólogas, las nanopartículas similares a virus (VLP), para aplicaciones potenciales en los diversos campos de la electrónica, los sensores y, lo que es más importante, en el ámbito clínico. Las VNP y las VLP resultan atractivas por varias razones. Ambas partículas tienen un tamaño nanométrico, son monodispersas con un alto grado de simetría y polivalencia, pueden producirse fácilmente a gran escala, son excepcionalmente estables y robustas y son biocompatibles y, en algunos casos, biodisponibles por vía oral.Son unidades "programables" que pueden modificarse mediante modificación genética o métodos químicos de bioconjugación.

## ¿Qué es la nanotecnología?
La nanotecnología es la manipulación o autoensamblaje de átomos individuales, moléculas o grupos moleculares en estructuras para crear materiales y dispositivos con propiedades nuevas o muy diferentes. La nanotecnología puede funcionar de arriba abajo (lo que significa reducir el tamaño de las estructuras más pequeñas a la nanoescala) o de abajo arriba (lo que implica manipular átomos y moléculas individuales en nanoestructuras). La definición de nanotecnología se basa en el prefijo "nano", que procede del griego y significa "enano". En términos más técnicos, la palabra "nano" significa 10-9, es decir, la milmillonésima parte de algo. Para hacer una comparación significativa, un virus tiene un tamaño aproximado de 100 nanómetros (nm). De modo que a un virus también se le puede llamar nanopartícula. La palabra nanotecnología se utiliza generalmente para referirse a materiales con un tamaño de entre 0,1 y 100 nanómetros, aunque también es inherente a estos materiales el hecho de que presenten propiedades diferentes a las de los materiales a granel (o micrométricos y mayores) como consecuencia de su tamaño. Estas diferencias incluyen la resistencia física, la reactividad química, la conductancia eléctrica, el magnetismo y los efectos ópticos. 
La nanotecnología tiene una serie casi ilimitada de aplicaciones en biología, biotecnología y biomedicina. La nanotecnología ha suscitado un creciente entusiasmo por la capacidad de producir y utilizar materiales, dispositivos y sistemas mediante el control de la materia a escala nanométrica (de 1 a 50 nm). Este enfoque ascendente requiere menos material y contamina menos. La nanotecnología ha tenido varias aplicaciones comerciales en tecnología láser avanzada, revestimientos duros, fotografía, productos farmacéuticos, impresión, pulido químico-mecánico y cosméticos. Pronto habrá coches más ligeros que utilicen polímeros reforzados con nanopartículas, insulina de aplicación oral, articulaciones artificiales fabricadas con materiales nanoparticulados y alimentos bajos en calorías con potenciadores del sabor nanoparticulados.

## Los virus como componentes básicos de la nanotecnología
Los virus se han estudiado durante mucho tiempo como patógenos mortales causantes de enfermedades en todas las formas vivas. En la década de 1950, los investigadores empezaron a pensar en los virus como herramientas además de como patógenos. Los genomas de bacteriófagos y los componentes de la maquinaria de expresión de proteínas se han utilizado ampliamente como herramientas para comprender el proceso celular fundamental. A partir de estos estudios, varios virus se han explotado como sistemas de expresión en biotecnología. Más tarde, en la década de 1970, los virus se utilizaron como vectores en beneficio de los seres humanos.Desde entonces, a menudo los virus se utilizan como vectores para la terapia génica, la lucha contra el cáncer y el control de organismos nocivos o dañinos, tanto en agricultura como en medicina.
Recientemente, un nuevo enfoque de la explotación de los virus y sus cápsides para la biotecnología empezó a cambiar hacia su uso para aplicaciones nanotecnológicas. Los investigadores Douglas y Young (Montana State University, Bozeman, MT, EE. UU.) fueron los primeros en considerar la utilidad de la cápside de un virus como nanomaterial. Tomaron para su estudio el virus vegetal Cowpea Chlorotic Mottle Virus (CCMV). El CCMV mostró una plataforma muy dinámica con transiciones estructurales dependientes del pH y de los iones metálicos. Douglas y Young aprovecharon esta dinámica de la cápside e intercambiaron la carga natural (ácido nucleico) por materiales sintéticos. Desde entonces se han encapsulado muchos materiales en CCMV y otras VNP. Casi al mismo tiempo, el equipo de investigación dirigido por Mann (Universidad de Bristol, Reino Unido) fue pionero en un nuevo campo utilizando las partículas en forma de varilla del TMV (virus del mosaico del tabaco). Las partículas se utilizaron como plantillas para la fabricación de una serie de estructuras de nanotubos metalizados mediante técnicas de mineralización. Las partículas del TMV también se han utilizado para generar diversas estructuras (nanotubos y nanocables) para su uso en baterías y dispositivos de almacenamiento de datos.
Las cápsides virales han despertado un gran interés en el campo de la nanobiología por su tamaño a escala nanométrica, su organización estructural simétrica, su capacidad de carga, su autoensamblaje controlable y su facilidad de modificación. Los virus son esencialmente nanomateriales naturales capaces de autoensamblarse con un alto grado de precisión. Las estructuras híbridas de cápside vírica y nanopartícula, que combinan las bioactividades de las cápsides víricas con las funciones de las nanopartículas, son una nueva clase de bionanomateriales que tienen muchas aplicaciones potenciales como vectores terapéuticos y de diagnóstico, agentes de imagen y reactores avanzados de síntesis de nanomateriales.

## Los virus vegetales en la nanotecnología
Los sistemas basados en virus vegetales, en particular, se encuentran entre los más avanzados y explotados por su uso potencial como nanomateriales estructurados bioinspirados y nanovectores. Las nanopartículas de virus vegetales no son infecciosas para las células de mamíferos, como también demostraron Raja Muthuramalingam et al. en 2018. Los virus vegetales tienen un tamaño particularmente adecuado para aplicaciones a nanoescala y pueden ofrecer varias ventajas. De hecho, son estructuralmente uniformes, robustos, biodegradables y fáciles de producir. Además, muchos son los ejemplos relativos a la funcionalización de nanopartículas basadas en virus vegetales mediante la modificación de su superficie externa y la carga de moléculas de carga en su cavidad interna. Esta plasticidad en términos de ingeniería de nanopartículas es el terreno en el que se pueden explotar plenamente la multivalencia, la contención de cargas útiles y la entrega dirigida.
George P. Lomonossoff escribe en "Recent Advances in Plant Virology". Las cápsides de la mayoría de los virus vegetales son estructuras simples y robustas que consisten en múltiples copias de uno o unos pocos tipos de subunidad proteica dispuestas con simetría icosaédrica o helicoidal. Las cápsides pueden producirse en grandes cantidades mediante la infección de plantas o la expresión de la(s) subunidad(es) en diversos sistemas heterólogos. En vista de su relativa simplicidad y facilidad de producción, las partículas de virus vegetales o partículas similares a virus (VLPs) han despertado mucho interés en los últimos 20 años para aplicaciones tanto en bio como en nanotecnología [Lomonossoff, 2011]. Como resultado, las partículas de virus vegetales se han sometido a modificaciones genéticas y químicas, se han utilizado para encapsular material extraño y se han incorporado a estructuras supramoleculares. Cabe destacar que los virus vegetales estudiados no son patógenos humanos, que no tienen ninguna tendencia natural a interactuar con los receptores de la superficie celular humana. Recientemente, un virus fitopatógeno se utilizó para sintetizar nanomateriales metálicos híbridos nobles utilizados como biosemiconductores.

### Virus vegetales
Los virus causan varias enfermedades vegetales destructivas y son responsables de pérdidas masivas en la producción y calidad de los cultivos en todo el mundo. Las plantas infectadas pueden mostrar una serie de síntomas dependiendo de la enfermedad, pero a menudo se produce un curvado severo de las hojas, retraso del crecimiento (anomalías en toda la planta) y amarilleamiento de las hojas (ya sea de toda la hoja o en un patrón de rayas o manchas). Por lo tanto, la mayoría de los virus vegetales se transmiten por un organismo vector (insectos, nematodos, plasmodióforos y ácaros) que se alimenta de la planta o (en algunas enfermedades) se introducen a través de heridas hechas, por ejemplo, durante las prácticas agrícolas (por ejemplo, la poda). Muchos virus de plantas, por ejemplo, el virus del mosaico del tabaco, se han utilizado como sistemas modelo para proporcionar una comprensión básica de cómo los virus expresan genes y se replican. Otros permitieron dilucidar los procesos subyacentes al silenciamiento del ARN, reconocido ahora como un mecanismo epigenético básico que sustenta numerosas áreas de la biología.

## Algunas propiedades de las nanopartículas virales
- Los virus de las plantas tienen muchas formas y tamaños: por ejemplo, el virus del mosaico del tabaco (TMV) mide 300x18 nm y forma una varilla hueca.[26]El virus vegetal Virus X de la patata (PVX) forma filamentos flexibles de 515x13 nm.[27]Los siguientes virus tienen una simetría icosaédrica y miden entre 25 y 30 nm: el virus vegetal Cowpea mosaic virus (CPMV),[28]el bacteriófago Qbeta y el virus adenoasociado de mamíferos (AAV).[29]
- Estos son sólo algunos ejemplos: se están diseñando y estudiando muchos virus diferentes por sus posibles aplicaciones en medicina. Algunos ejemplos de virus vegetales son el virus del moteado clorótico del caupí, el virus del moteado necrótico del trébol rojo, el virus del mosaico de Physalis y el virus del mosaico de la papaya.
- Los virus vegetales y los bacteriófagos no son infecciosos para los mamíferos. A diferencia de los virus de los mamíferos, no existe riesgo de infección vírica.
- Se pueden producir partículas similares a virus (VLPs) que carecen del genoma viral; estas VLPs tampoco son infecciosas para las plantas y, por lo tanto, se consideran seguras también desde el punto de vista agrícola.
- Los virus y sus homólogos no infecciosos pueden producirse mediante cultivo molecular en plantas o fermentación en cultivo celular.
- Las nanopartículas víricas pueden adaptarse a aplicaciones específicas mediante diversos métodos de biología química:
  - La modificación genética se puede utilizar para modificar la secuencia de aminoácidos de la proteína de la cápside (también conocida como proteína de cubierta).[30]
  - La química de bioconjugados se puede utilizar para introducir cargas biológicas o no biológicas.[31]
  - Por último, aunque a menudo se muestran como materiales rígidos, los virus son materiales dinámicos que sufren hinchazón y otros cambios conformacionales que permiten que la carga se infunda o encapsule en sus cápsides virales.[32]

Se están desarrollando y estudiando múltiples tecnologías de plataformas de virus vegetales para muchas aplicaciones  entre ellas:
- Vacunas: VLPs o plataformas de visualización de epítopos
- Inmunoterapias: vacunas in situ
- Agentes de contraste para imágenes moleculares
- Entrega de medicamentos: dirigida tanto a la salud humana como a la sanidad vegetal
- Electrodos de batería
- Aplicaciones de sensores